# Tamalpais-Homestead Valley
|  | Dieser Artikel wurde aufgrund von inhaltlichen Mängeln auf der Qualitätssicherungsseite des Projektes USA eingetragen. Hilf mit, die Qualität dieses Artikels auf ein akzeptables Niveau zu bringen, und beteilige dich an der Diskussion! Eine nähere Beschreibung der zu behebenden Mängel fehlt. |

Tamalpais-Homestead Valley ist ein census-designated place (CDP) in Marin County im US-Bundesstaat Kalifornien mit 11.492 Einwohnern (Stand: 2020). Die geographischen Koordinaten sind: 37,89° Nord, 122,54° West. Das Stadtgebiet hat eine Größe von 12,9 km².